# 生姜ドレッシング
生姜ドレッシング（しょうがドレッシング、Ginger dressing）は、アメリカ合衆国のサラダドレッシングである。東アジアの食材で作られ、東アジア料理を想起させるものである。米酢にみじん切りのニンニクやタマネギ、ショウガ、植物油、ネギ、ゴマ、醤油、コショウ、蜂蜜またはコーンシロップ、水を加える。
日本式アメリカレストランや中国式アメリカレストランでしばしばサラダにかけて提供される。スパイシーで甘い味である。